# Erfgoedhuis (Eindhoven)

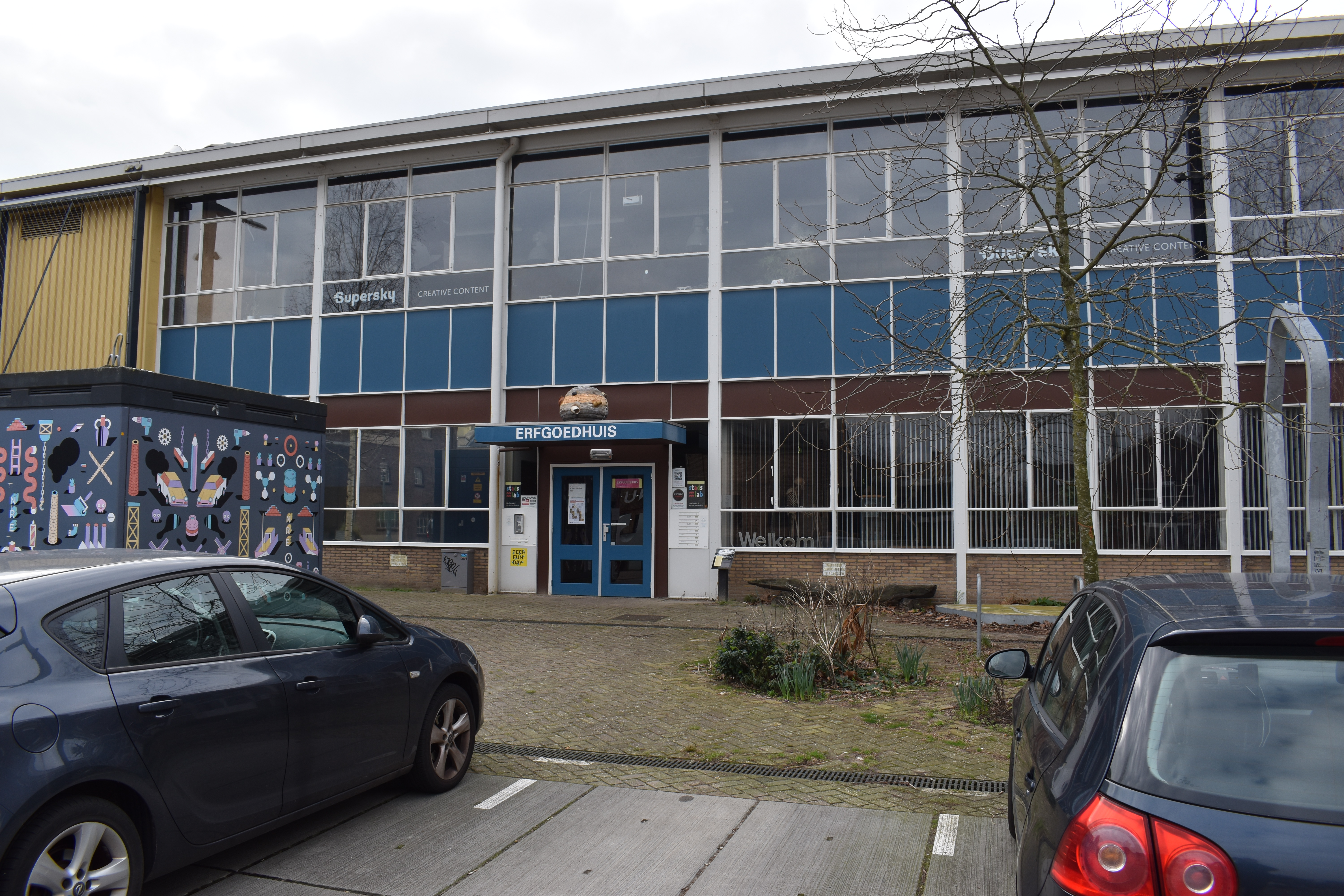
Het Erfgoedhuis te Eindhoven

Het Erfgoedhuis is een Nederlands centrum ingericht voor het behoud van het cultureel erfgoed van Eindhoven. Het is gevestigd in Eindhoven aan Gasfabriek 2, 2a en 4.

## Beschrijving
In het Erfgoedhuis worden talloze archeologische vondsten en historische foto's tentoongesteld, die samen het verhaal van de geschiedenis van Eindhoven vertellen. Daarnaast worden er regelmatig lezingen, exposities en andere archeologische activiteiten georganiseerd om het publiek te betrekken bij het verleden van de stad. Zo leert men over het verleden en kan men beter begrijpen hoe Eindhoven zich heeft ontwikkeld. Het uiteindelijke doel van het Erfgoedhuis is om het cultureel erfgoed door te geven aan volgende generaties.
In het Erfgoedhuis kan men niet alleen de belangrijkste vondsten bewonderen die zijn gedaan bij archeologische opgravingen op verschillende locaties, maar men kan ook rapporten bekijken en informatie opvragen over archeologische onderzoeken van de afgelopen jaren. Als men zelf een vondst heeft gedaan en meer wilt weten of deze wilt melden, kan men ook bij het Erfgoedhuis terecht. Daarnaast beschikt het Erfgoedhuis over een uitgebreide bibliotheek met boeken en tijdschriften over Nederlandse archeologie en lokale geschiedenis.

## Organisatie
In het Erfgoedhuis werken medewerkers van Team Erfgoed/Archeologie van de gemeenten Eindhoven en Helmond en regio-archeologen van de Omgevingsdienst Zuidoost-Brabant samen met de stichting Eindhoven in Beeld, de Archeologische Vereniging Kempen- en Peelland en ArcheoHotspots. Ook wordt er samengewerkt met andere erfgoedorganisaties zoals het Eindhoven Museum, het Regionaal Historisch Centrum en de Henri van Abbe Stichting.

## Galerij

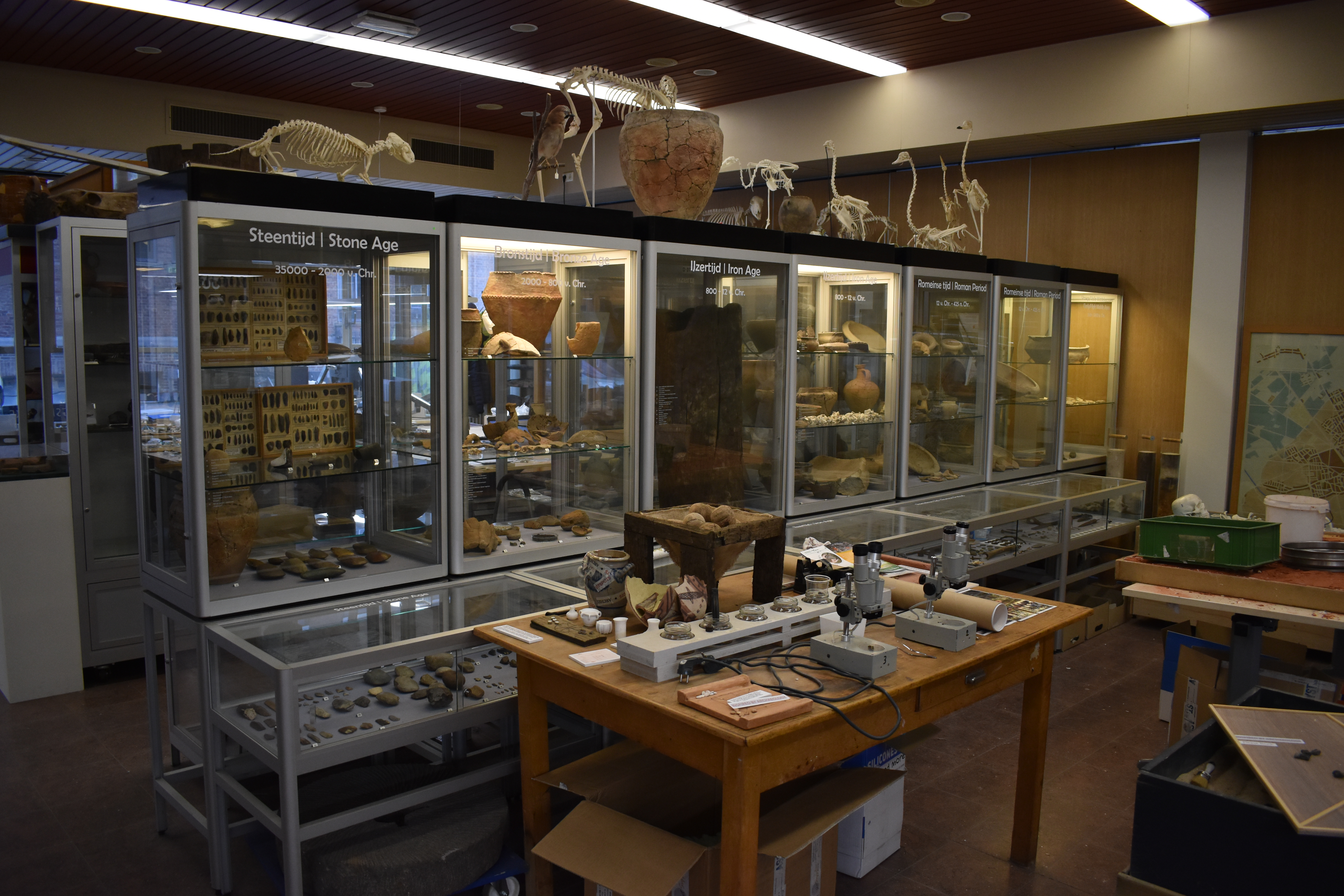
Voorwerpen uit de prehistorie en oudheid
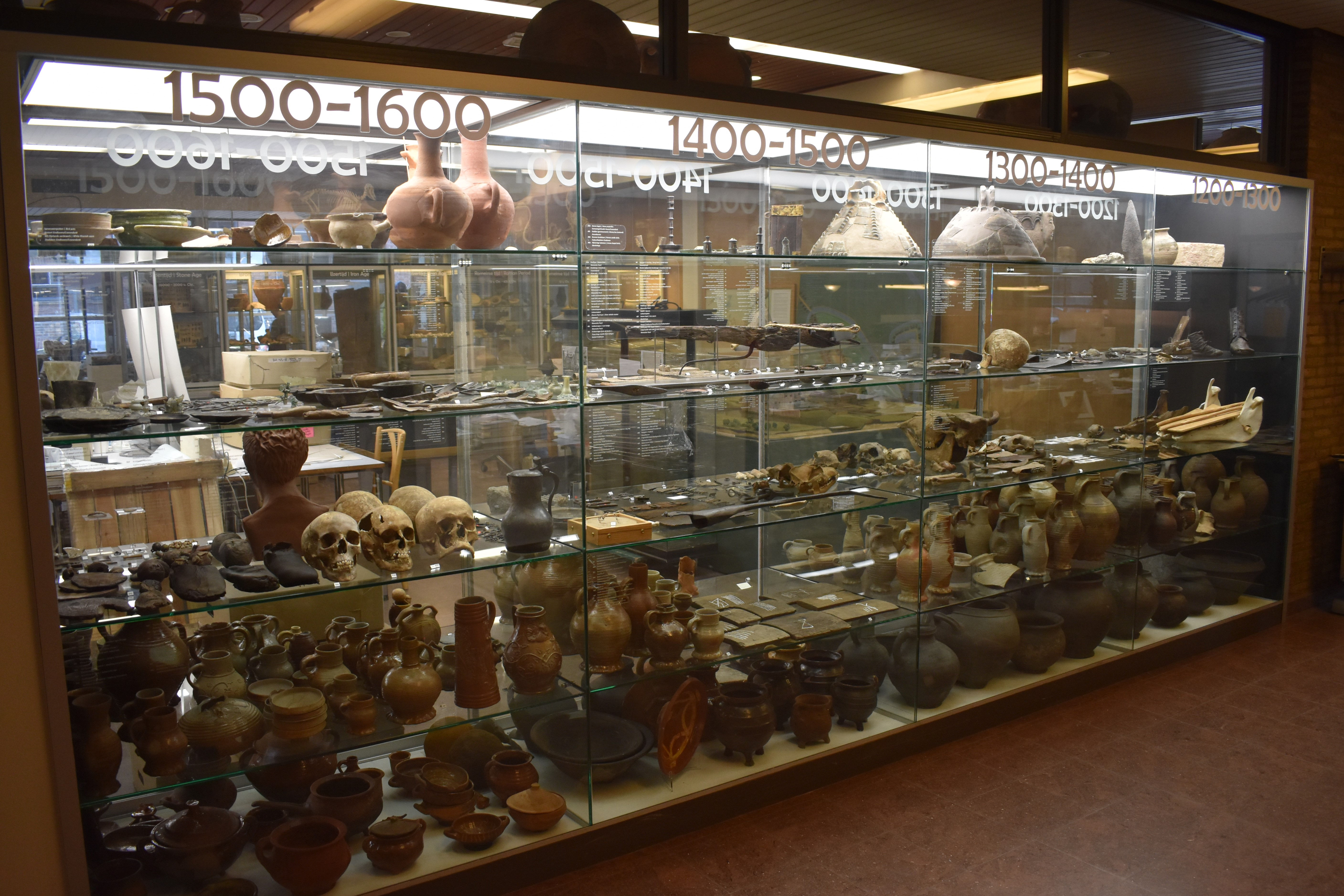
Voorwerpen uit de jaren 1200 tot 1600
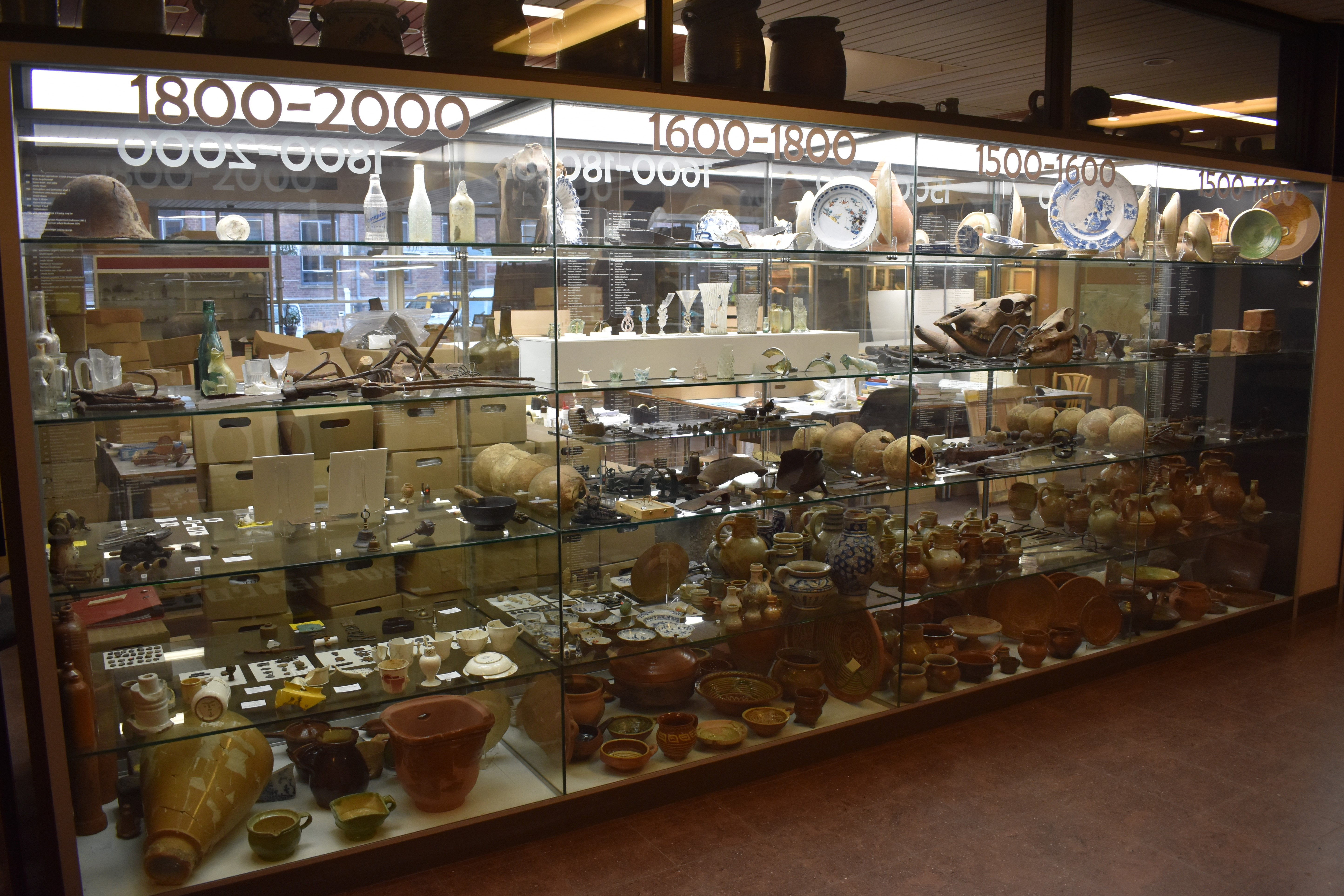
Voorwerpen uit de jaren 1500 tot 2000
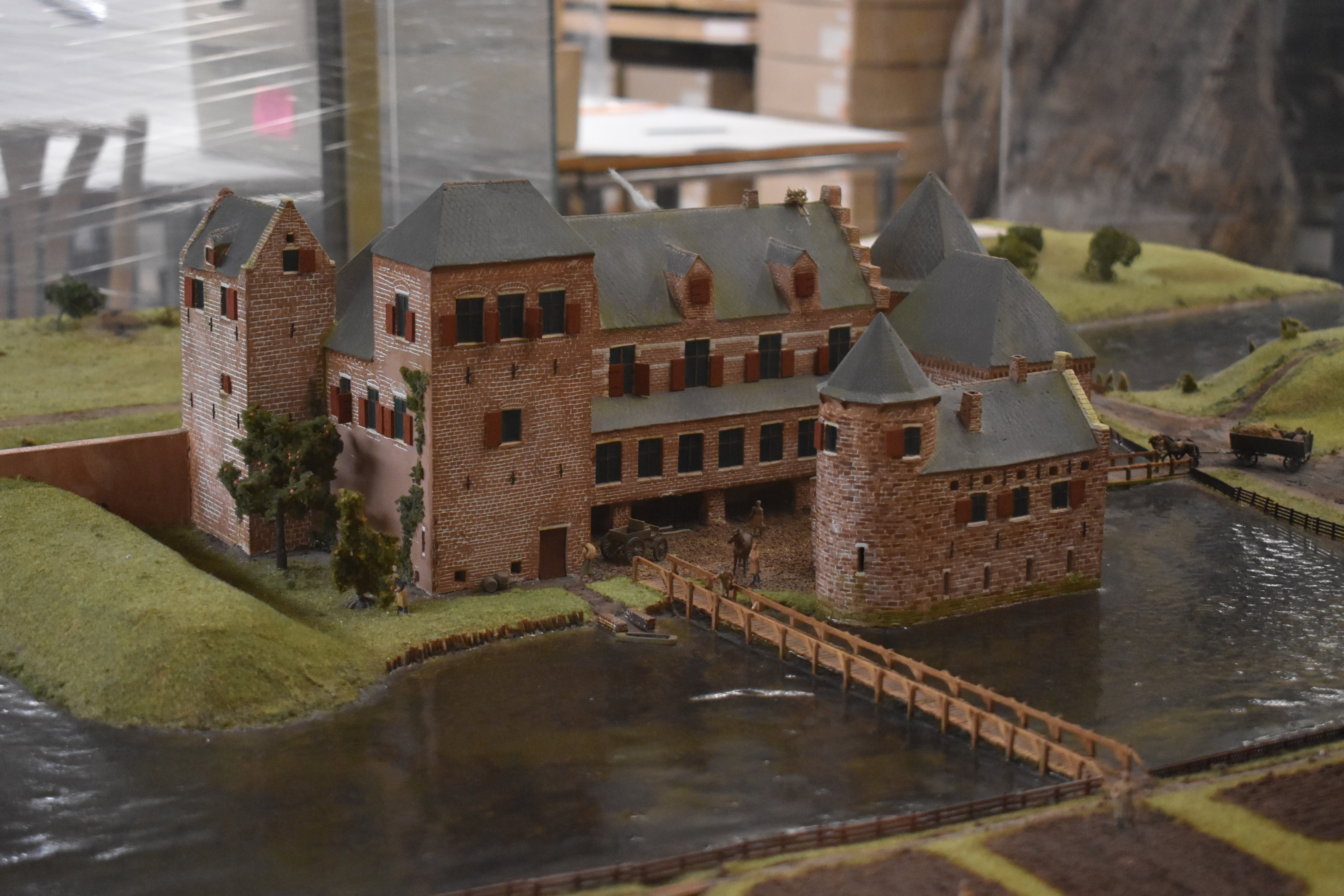
Een diorama van het Kasteel van Eindhoven
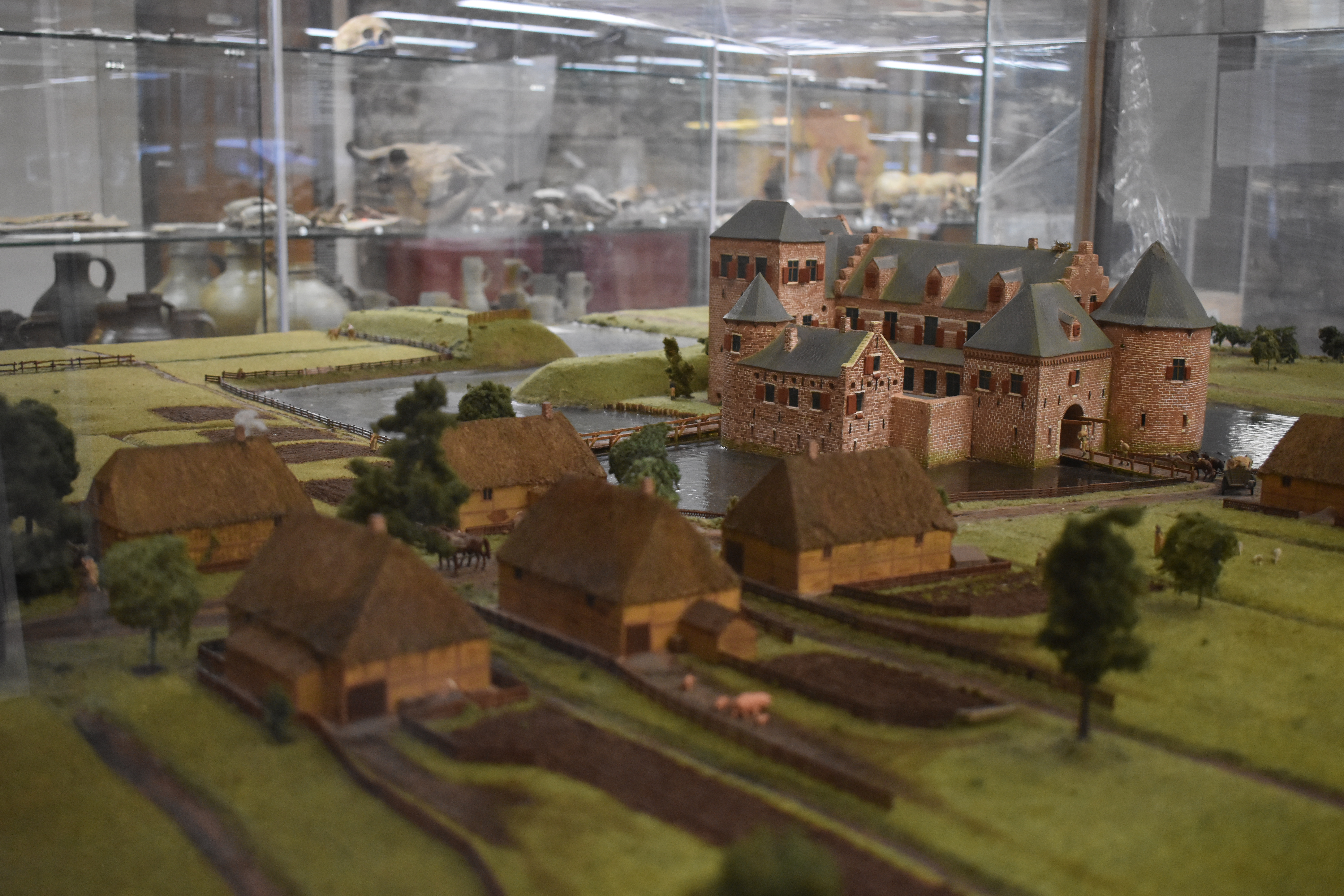
Een diorama van het Kasteel van Eindhoven